# جایزه بزرگ اسپانیا ۱۹۷۹
جایزه بزرگ اسپانیا ۱۹۷۹ (انگلیسی: ‎1979 Spanish Grand Prix‎)، که به‌طور رسمی با نام بیست و پنجمین جایزه بزرگ اسپانیا شناخته می‌شود، یک مسابقهٔ موتوری در رشتهٔ اتومبیل‌رانی فرمول یک بود که در تاریخ ۲۹ آوریل ۱۹۷۹ در جاراما واقع در مادرید، اسپانیا برگزار شد. این گراند پری در میان ۱۵ گراند پری در فصل ۱۹۷۹، مسابقهٔ شمارهٔ ۵ بود.
در این مسابقه که در ۷۵ دور و به مسافت ۲۵۵٫۳ کیلومتر (۱۵۸٫۶۳۶ مایل) برگزار شد، پول پوزیشن توسط ژاک لافیت کسب شد و سریع‌ترین زمان برای طی یک دور پیست که برابر با ۱:۱۶٫۴۴ بود نیز توسط ژیل ویلنوو به ثبت رسید.
پاتریک دیپلر از تیم لیجیه-فورد، کارلوس روتمان از تیم لوتوس-فورد و ماریو اندرتی از تیم لوتوس-فورد به‌ترتیب مقام‌های اول تا سوم مسابقه را کسب کردند.

## رده‌بندی قهرمانی پس از مسابقه
| جایگاه | راننده        | امتیاز |
| ------ | ------------- | ------ |
| ۱      | ژیل ویلنوو    | ۲۰     |
| ۲      | پاتریک دیپلر  | ۲۰     |
| ۳      | ژاک لافیت     | ۱۸     |
| ۴      | کارلوس روتمان | ۱۸     |
| ۵      | جودی شکتر     | ۱۶     |
| منبع:  |               |        |

| جایگاه | سازنده      | امتیاز |
| ------ | ----------- | ------ |
| ۱      | لیجیه-فورد  | ۳۸     |
| ۲      | فراری       | ۳۶     |
| ۳      | لوتوس-فورد  | ۳۰     |
| ۴      | تایرل-فورد  | ۱۱     |
| ۵      | مک‌لارن-فورد | ۴      |
| منبع:  |             |        |

یادداشت
- تنها پنج جایگاه نخست از هر رده‌بندی نمایش داده شده است.